# أوزوالدو كروز
أوزوالدو كروز (بالبرتغالية: Osvaldo Cruz‏) هو عالم نبات وطبيب برازيلي، ولد في 5 أغسطس 1872 في São Luiz do Paraitinga ‏ في البرازيل، وتوفي في 11 فبراير 1917 في بتروبوليس في البرازيل بسبب قصور كلوي.